# Khok Panjou
Khok Panjou is een bestuurslaag in het regentschap Aceh Timur van de provincie Atjeh, Indonesië. Khok Panjou telt 181 inwoners (volkstelling 2010).